# 나라야마역
나라야마역(일본어: 平城山駅, ならやまえき 나라야마에키[*])은 일본 나라현 나라시에 위치한 서일본 여객철도의 역이다.

## 역 구조
상대식 승강장으로 2면 2선의 지상역이며 교상역사를 가지고 있다. 산 어귀에 지어져 있기 때문에 상행선과 하행선의 높이가 차이가 있다. 조조와 심야 시간대에는 무인이 된다. 역 업무는 서일본 여객철도 교통 서비스에 의한 위탁영업을 받고 있다.
이코카 및 제휴 교통카드의 사용이 가능하다.

### 승강장
| 1 | 상행선 | ■ 야마토지 선 | 가모 · 이가우에노 · 가메야마 |
| 1 | 상행선 | ■ 나라 선     | 우지 · 교토 방면             |
| 2 | 하행선 | ■ 야마토지 선 | 나라 · 덴노지 · 오사카 방면  |
| 2 | 하행선 | ■ 나라 선     | 나라 방면                    |

## 역사
- 1985년 12월 1일: 개업
- 1987년 4월 1일: 민영화에 따라 서일본 여객철도의 소속이 되었다.
- 2003년 11월 1일: 이코카의 사용이 개시되었다.

## 인접정차역
| 서일본 여객철도 간사이 본선 | 서일본 여객철도 간사이 본선 | 서일본 여객철도 간사이 본선 |
| --------------------------- | --------------------------- | --------------------------- |
| 기즈 가모 방면              | ■ 야마토지 선               | 나라 오사카 방면            |
| 기즈 교토 방면              | ■ 나라 선                   | 나라 방면                   |
| 나라 방면                   | ■ 갓켄토시 선 일부 구간쾌속 | 기즈 교바시 방면            |